# Mario Ruspoli
Pour les articles homonymes, voir Ruspoli.
Mario Ruspoli, né le 17 juin 1925 à Rome et mort le 13 juin 1986 à Villepinte (Seine-Saint-Denis), est un réalisateur italien.
Documentariste, photographe, écrivain, il fut un proche de Chris Marker, et a travaillé essentiellement en France.

## Biographie
Petit-fils du prince Mario Ruspoli de Poggio Suasa (en), fils du prince Edmondo Ruspoli de Poggio Suasa et de la princesse Marthe-Marie Pineton de Chambrun, égyptologue et auteur de L'épervier divin en 1969 (fille de Pierre de Chambrun), Mario Ruspoli était l'héritier d'une grande famille de la noblesse romaine.
Élevé entre Rome, Paris, et l'Angleterre, il parlait, outre l'italien, couramment et sans accent le français et l'anglais. Il était passionné d'entomologie, de jazz, de peinture et de pataphysique. L'un de ses vœux les plus chers  était de modifier la bulle pontificale lui permettant, en tant qu'héritier de la famille, de pénétrer à cheval dans une église pour une monture plus familière, sa moto, qu'il conduisait à fond de train, lui, le daltonien.
Son œuvre, souvent méconnue est d'une grande importance dans l'histoire du documentaire moderne, au même titre que celle de Jean Rouch, Michel Brault ou encore Pierre Perrault. Il fait en effet partie de ces expérimentateurs qui ont su mettre les progrès techniques de la prise de vue et de la prise de son (caméras plus légères, premiers magnétophones synchrones) au profit de la création artistique et d'un idéal du documentaire résumé par l'expression, parfois controversée, de « Cinéma vérité ». Il s'affirme aussi comme théoricien du documentaire, en rédigeant en 1963 un important manifeste du cinéma direct Groupe synchrone cinématographie léger.
Dès 1956, il tourne aux Açores un film sur les derniers pêcheurs de baleine au harpon, Les Hommes de la baleine, document sur une pratique presque révolue.
En 1961, il tourne, avec Michel Brault et Roger Morillère, les opérateurs de Chronique d'un été de Jean Rouch, deux documentaires sur les paysans en Lozère, Les Inconnus de la terre, et le traitement des malades mentaux, Regard sur la folie, films qui lui valent l'estime de ses pairs et de personnalités telles que Roland Barthes ou Edgar Morin.
Plusieurs de ses œuvres, Ombres et lumières de Rome et Aventures en pays étrusque sont des hommages à sa terre natale d'Italie.
Grand ami de l'humoriste et dessinateur Chaval, il réalise après sa mort deux films en son hommage à partir de ses dessins, Chaval et Le Chavalanthrope.
Son intérêt pour la gastronomie et ses talents de cuisinier se révèlent dans son livre "Petit bréviaire de la cuisine étrusque et romaine" illustré par l'humoriste Mose.
Durant les années 1980, il réalise plusieurs émissions sur l'art pariétal paléolithique, Cro-Magnon, premier artiste et L'Art du monde des ténèbres, et le Corpus Lascaux. Il publie également Lascaux, un nouveau regard (Bordas, octobre 1986, avec la collaboration de ses amis préhistoriens Brigitte et Gilles Delluc).
De son premier mariage à Claude Delmas (1924-2016), fille de l'armateur Franck Delmas de La Rochelle, il a eu deux fils, Stéphane, écrivain spécialiste des religions, et Fabrizio, propriétaire d'hôtel à Marrakech. Il a épousé en deuxièmes noces la cinéaste Dolorès Grassian puis, en troisièmes noces, Dominique, avec qui il a eu deux enfants.

## Filmographie
- 1956 : Les Hommes de la baleine (Les derniers pêcheurs de baleines des Açores)
- 1961 : Les Inconnus de la terre (La vie de paysans de Lozère)
- 1962 : Regard sur la folie  (La vie quotidienne des patients et le travail des médecins, dont le docteur François Tosquelles, à l'hôpital psychiatrique de Saint-Alban en Lozère).
- 1963 : Méthode I (Ce film manifeste du « cinéma direct » a pour but de montrer les possibilités des caméras légères et de former des opérateurs de la Télévision française. Contrairement à ce qui était initialement convenu avec la RTF, Méthode II et Méthode III ne seront jamais réalisés. Méthode I est diffusé pour la première fois au MIPE-TV à Lyon en 1963.)
- 1963 : Un noir américain (reportage sur la jazzman américain "Champion")
- 1964 : Le Dernier Verre (Suivi d'une cure de désintoxication à l'hôpital de Bordeaux)
- 1964 : In vino veritas (Sur le quotidien des dockers et des marginaux alcooliques)
- 1964 : Les apprentis
- 1964 : Renaissance (sur la décolonisation de la Tunisie)
- 1965 : Baath Omah
- 1966 : Huit portraits de Sicile
- 1966 : Dans les rues de Palerme
- 1967 : La rencontre (Ce film se déroule à l’hôpital de Saint-Venant lors d’une séance de psychodrame thérapeutique à laquelle l’équipe de tournage participe activement. Filmeurs et filmés endossent ainsi un « rôle » (M. Ruspoli est « M. Balzac ») et improvisent quelques scènes, entourés d’un public (patients passifs, habitants du villages, équipe soignante dirigée par le Dr Pierre Bour).
- 1967 : Le vif mariage (Tourné à la suite de La rencontre, Le vif mariage est une séance complète de psychodrame, captée par la caméra)
- 1967 : Série Petite Ville (6 épisodes de 25 min) Marvejols en Lozère; Le 14 juillet; La vie quotidienne; Le cirque; 15 août; les vacances).
- 1968 : Portrait d'un humoriste : Chaval[2] (documentaire)
- 1969 : Les loups et les faucons (Reportage sur le naturaliste Félix Rodriguez de la Fuente et de sa femme, deux personnalités médiatiques qui protègent des espèces menacées.)
- 1971 : Chaval (Accompagné d’un texte de Wolinski, ce film juxtapose des images d’archives de Chaval et des dessins de l’humoriste.)
- 1972 : Chavalanthrope (Alternance de planches de Chaval et de saynètes improvisées par l’acteur Jacques Dufilho.)
- 1972 : Vive la baleine (Montage d’images fixes retraçant l’importance des baleines dans l’histoire des grandes expéditions de chasse à la baleine).
- 1972 : Le Chavalanthrope
- 1978 : Rendez-vous avec Michel Bouillon (M. Ruspoli accompagne le spéléologue Michel Bouillon dans l’exploration de grottes).
- 1980 : Cro-Magnon, premier artiste (Visite de grottes françaises (Gargas, Cognac, Niaux, Rouffignac) pour filmer des peintures murales préhistoriques.)
- 1983 : Corpus Lascaux (Premier archivage filmique des grottes de Lascaux, fermées depuis les années 1960. La mission confiée à l’équipe est de documenter les 800 peintures et 1500 gravures de la célèbre grotte française, sans excéder 30 heures de présence à l’intérieur de l’orifice.)
- 1984 : L'art au monde des ténèbres (Dans la continuité des deux documentaires précédents. Réalisé à partir des images tournées pour le Ministère de la Culture dans Corpus Lascaux, ces quatre émissions sont destinées à un large public et font l’objet de nombreuses rediffusions[3].

## Livres
- Blues: poésie de l'Amérique noire, Illustrations de Francis Mazière. Publications techniques et artistiques, Paris, 1947.
- À la recherche du cachalot. Éditions de Paris, 1955
- Pour un nouveau cinéma dans les pays en voie de développement : le groupe synchrone cinématographique léger. Unesco, Paris, 1963.
- Petit bréviaire de la cuisine étrusque et romaine, Illustrations Mose. Chez l'Auteur, 1975
- Revivre Venise avec les grands voyageurs. Maison du livre italien, Paris, 1980.
- Lascaux : un nouveau regard. Bordas, Paris, 1986.

## Documentaires
- Mario Ruspoli, prince des baleines et autres raretés, documentaire français réalisé par Florence Dauman en 2012.